# Liliana Fortuny
Liliana Fortuny (Barcelona, 1976) és una il·lustradora catalana. Formada a l’Escola Massana i a la Llotja de Barcelona. De petita va començar a dibuixar de manera caòtica i autodidacta, estil que ha mantingut. Ha treballat com a animadora per a l'estudi del dissenyador Javier Mariscal, per als espectacles de l'artista Marcel·lí Antúnez i per a diverses productores. També ha creat videoclips i cobertes de discs. Ha il·lustrat llibres com El capital de Karl Marx (Els Llums, 2014) o Tristània Imperial (Babulinka Books, 2015). Col·labora sovint amb l'escriptor Jaume Copons, amb qui ha creat la col·lecció «L'Agus i els monstres» (Combel), sèrie de novel·les gràfiques amb personatges descrits amb humor a través d'il·lustracions caricaturesques i jugant amb l'exageració.

## L'Agus i els monstres
La col·lecció L'Agus i els monstres, creada en col·laboració amb Jaume Copons, és una sèrie de novel·les gràfiques per a infants a partir de 8 anys, amb il·lustracions de Liliana Fortuny. Ha publicat títols com Arriba el Sr. Flat! i Un pacte monstruós, editats per Combel Editorial. Segons el diari El Punt Avui, la sèrie ha publicat 29 llibres, ha venut més d’un milió d’exemplars i s’ha traduït a 22 idiomes, amb personatges definits per un humor visual i expressivitat que caracteritzen l’estil de Fortuny.

## Bitmax & Co
Bitmax & Co és una col·lecció per a primers lectors creada també amb Jaume Copons. Ambientada al Bosc Blau, explica les aventures de Bitmax, un robot que ajuda a resoldre conflictes promovent valors com l’amistat, la cooperació, el respecte i la convivència entre espècies. Els llibres combinen narració àgil amb il·lustracions dinàmiques que reforcen el missatge ecològic i emocional.

## Altres projectes
Fortuny i Copons han treballat també en la col·lecció Rob & Ot, una proposta adreçada a primers lectors. A través d’històries breus amb gran càrrega visual, promouen la curiositat i els valors positius. Els protagonistes són dos personatges d’universos diferents que han d’aprendre a conviure tot superant dificultats quotidianes, amb un enfocament pedagògic i lúdic.